# Кобб, Рэндалл
Рэндалл «Текс» Кобб (англ. Randall Craig «Tex» Cobb; род. 7 мая 1950, Бридж-Сити, Техас, США) — американский актёр и профессиональный боксёр.

## Биография
Рэндалл «Текс» Кобб родился 7 мая 1950 года в техасском городке Бридж-Сити, учился в местном христианском колледже.
Сделал удачные карьеры профессиональнного боксёра, кикбоксера и актёра. Входил в топ-10 мировых боксеров-тяжеловесов по версии The Ring (в 1981 и 1982 годах). Свой последний бой в профессиональном боксе Рэндалл провел в 1993 году против Андре Смайли, Рэндалл выиграл этот бой нокаутом во 2-м раунде.
В кино дебютировал в 1979 году в фильме «Чемпион».

## Избранная фильмография
| Год       |   | Русское название                          | Оригинальное название                | Роль                       |
| --------- | - | ----------------------------------------- | ------------------------------------ | -------------------------- |
| 1979      | ф | Чемпион                                   | The Champ                            | Бауэрс                     |
| 1983      | ф | Редкая отвага                             | Uncommon Valor                       | Сейлор                     |
| 1986      | ф | Золотой ребёнок                           | The Golden Child                     | Тил                        |
| 1987      | с | Полиция Майами                            | Miami Vice                           | Мун                        |
| 1987      | ф | Критическое состояние                     | Critical Condition                   | Бокс                       |
| 1987      | ф | Воспитывая Аризону                        | Raising Arizona                      | Леонард Смоллс             |
| 1987      | ф | Полицейская академия 4: Граждане в дозоре | Police Academy 4: Citizens On Patrol | Зак                        |
| 1988      | ф | Тюремная биржа                            | Buy & Cell                           | Вулф                       |
| 1989      | ф | Флетч жив                                 | Fletch Lives                         | Бен Довер                  |
| 1989      | ф | Слепая ярость                             | Blind Fury                           | Слег                       |
| 1990      | ф | Эрнест садится в тюрьму                   | Ernest Goes to Jail                  | Лайл                       |
| 1992      | ф | Поединок в Диггстауне                     | Diggstown                            | Вулф Форрестер             |
| 1993      | с | Женаты… с детьми                          | Married… with Children               | грабитель                  |
| 1994      | ф | Эйс Вентура: Розыск домашних животных     | Ace Ventura: Pet Detective           | грубиян                    |
| 1994      | ф | Голый пистолет 33⅓: Последний выпад       | Naked Gun 33 ⅓: The Final Insult     | большой волосатый мошенник |
| 1994      | с | Горец                                     | Highlander                           | Керн                       |
| 1997      | ф | Лжец, лжец                                | Liar Liar                            | Череп                      |
| 1998—2001 | с | Крутой Уокер: Правосудие по-техасски      | Walker, Texas Ranger                 | разные персонажи           |
| 2000      | с | Секретные материалы                       | The X-Files                          | Берт Зупаник               |